# Vladimir Portnoi
Vladimir Portnoi (né le 9 juin 1931 à Odessa et mort le 19 février 1984 à Saint Petersbourg) est un gymnaste soviétique qui a été médaillé d'argent lors du concours par équipes en gymnastique artistique et médaillé de bronze lors du concours de saut lors des Jeux olympiques d'été de 1960.

## Palmarès

### Jeux olympiques
- Rome 1960
  -  médaille d'argent au concours par équipes
  -  médaille de bronze au saut[1]